# Sierre-Montana-Crans

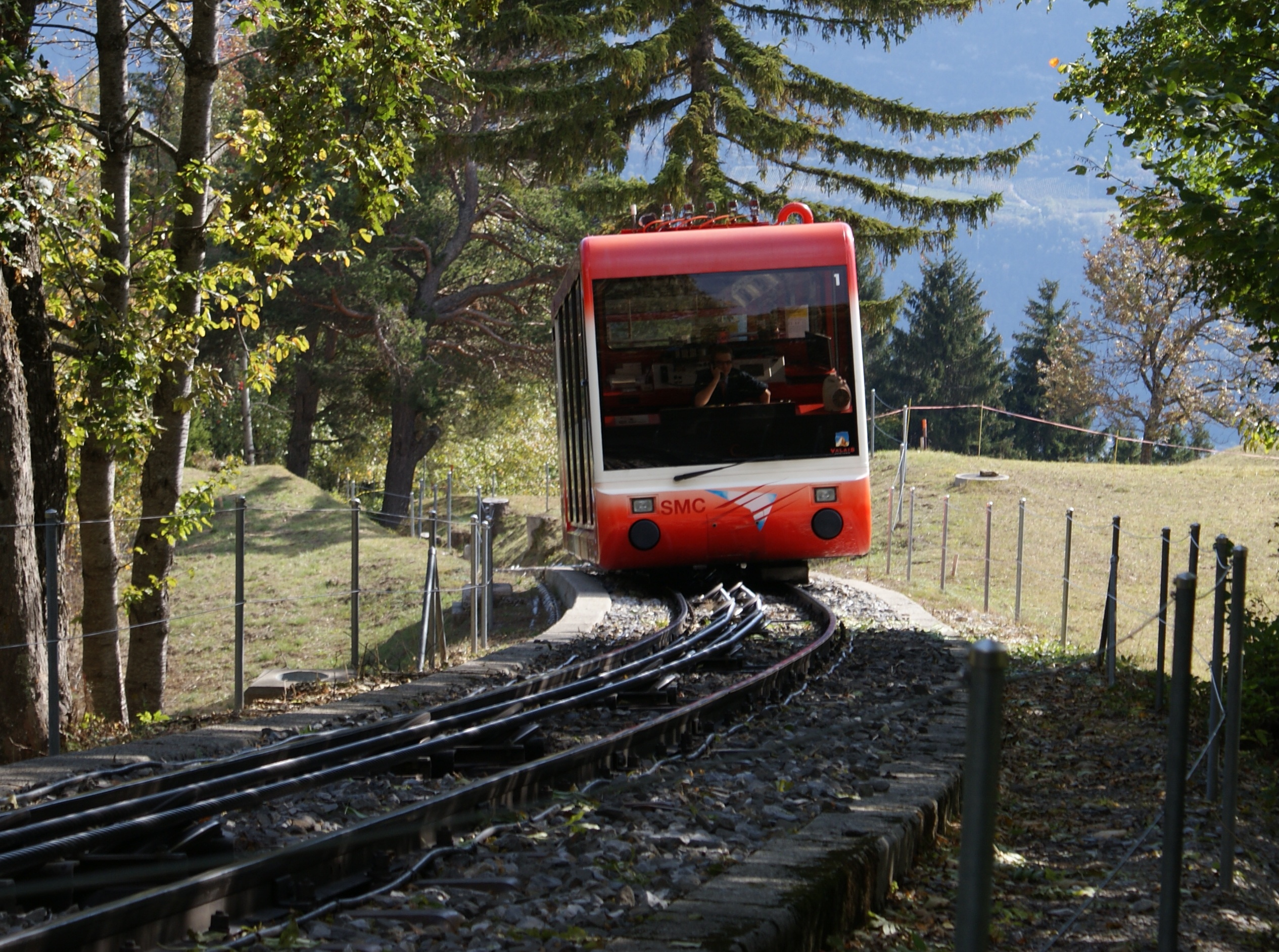
Standseilbahn der SMC

Die Sierre-Montana-Crans (SMC) ist ein öffentliches Verkehrsunternehmen in der Schweiz, das die Gemeinden Sierre, Lens und Crans-Montana bedient. Sie betreibt die Standseilbahn Sierre-Montana-Crans und Buslinien.

## Geschichte
Mit der Eröffnung der Standseilbahn im Jahre 1911 von Sierre nach Montana durch die Société du chemin de fer funiculaire de Sierre à Montana-Vermala (SMV) wurde Crans-Montana durch den öffentlichen Verkehr erschlossen. 1946 erweiterte die Firma das Transportangebot durch regionale Busdienste.
Firmenname:
- 1911–1949: "Société du chemin de fer funiculaire de Sierre à Montana-Vermala"
- 1949–1965: "Sierre-Montana-Crans, Compagnie de Chemin de Fer et d'Autobus S.M.C."
- 1965–1995: "Compagnie de Chemin de Fer et d'Autobus Sierre-Montana-Crans (SMC)"
- seit 1995: "Compagnie de Chemin de Fer et d'Autobus Sierre-Montana-Crans (SMC) SA"

## Streckennetz
| Linie | Strecke                                            | Haltestellen | Art                 |
| ----- | -------------------------------------------------- | ------------ | ------------------- |
| 421   | Siders Place de la gare – Crans-Montana Aminona    | 38           | Bus                 |
| 422   | Siders Place de la gare – Crans-Montana Ycoor      | 26           | Bus                 |
| 431   | Crans-Montana Crans Forest – Crans-Montana Aminona | 16           | Bus                 |
| 432   | Lens Les Ehripis – Crans-Montana Vermala Cervin    | 16           | Bus                 |
| 433   | Lens Les Ehripis – Crans-Montana Centre Valaisan   | 15           | Bus                 |
| 434   | Crans-Montana Ycoor – Lens Plans Mayens            | 9            | Bus (nur im Sommer) |
| 435   | Crans-Montana Violettes – Crans-Montana Plumachit  | 6            | Bus (nur im Sommer) |
| 436   | Crans-Montana gare – Crans-Montana gare            | 9            | Bus                 |
| 2225  | Siders funi – Crans-Montana gare                   | 4            | Standseilbahn       |